# Loustal
Loustal foi uma banda brasileira de 1989 formada por: Chico Science, Lúcio Maia, Dengue e Vinicius Sette que mais tarde formariam Chico Science & Nação Zumbi. O nome da banda é uma homenagem ao quadrinista francês Jacques de Loustal.
A base do grupo era o rock dos anos 60, incorporando elementos da soul music, funk e do hip hop.
Em 1991, Loustal juntou-se mais o bloco de samba-reggae Lamento Negro e formou Chico Science & Nação Zumbi.
Muitas músicas conhecidas do CSNZ como "Etnia" e "Manguetown" eram desse antigo grupo de Chico, Lúcio e Dengue, e através de sites de compartilhamento de arquivos, é possível encontrar essas versões das músicas.